# Казахстан и НАТО
Взаимоотношения Казахстана и НАТО основаны на рамочном документе Партнёрства во имя мира, программы двухстороннего военного сотрудничества между сторонами, подписанным в 1994 году. Отношения между сторонами были установлены в 1992 году, когда Казахстан вступил в Совет Североатлантического сотрудничества, на смену которому в 1997 году пришёл Совет Евроатлантического партнёрства.
В регионе Центральной Азии и Южного Кавказа дислоцируется специальный представитель Генерального секретаря НАТО, который осуществляет взаимодействие на высоком уровне с правительством Казахстана посредством регулярных визитов в страну.

## История
В 1994 году Казахстан был включён в состав программы Партнёрства во имя мира, который установил более тесное военное сотрудничество с альянсом.
С 1997 года проводятся совместные военные учения.
С 2002 года Казахстан принимает участие в процессе планирования и анализа. Это помогло повысить оперативную совместимость между подразделениями казахской армии и подразделениями союзников по альянсу. Ведётся совместная работа по развитию миротворческого полка для совместной работы с союзниками по НАТО.
С 2006 года между Казахстаном и НАТО проводятся совместные военные учения «Степной орёл» в рамках Партнёрства во имя мира.
С 2007 года в Казахстане существует программа НАТО по совершенствованию образования в области обороны (DEEP) совместно с Казахским национальным университетом обороны.